# Förstgen-Ost
Förstgen-Ost, obersorbisch Dołha Boršć-Wuchod (eigentlich Ober- und Nieder-Oelsa, Hornja/Delnja Wolšina; zwischen 1936 und 1947 Kreuzschenke) ist ein Ortsteil der sächsischen Gemeinde Mücka im Landkreis Görlitz. Der Ort liegt im sorbischen Siedlungsgebiet der Oberlausitz.

## Geographie

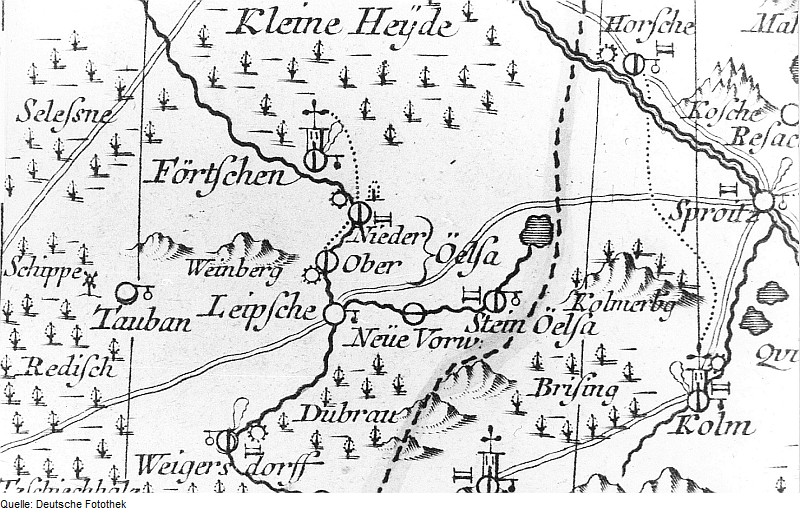
Lage von Ober- und Nieder-Oelsa auf einer Karte von 1759

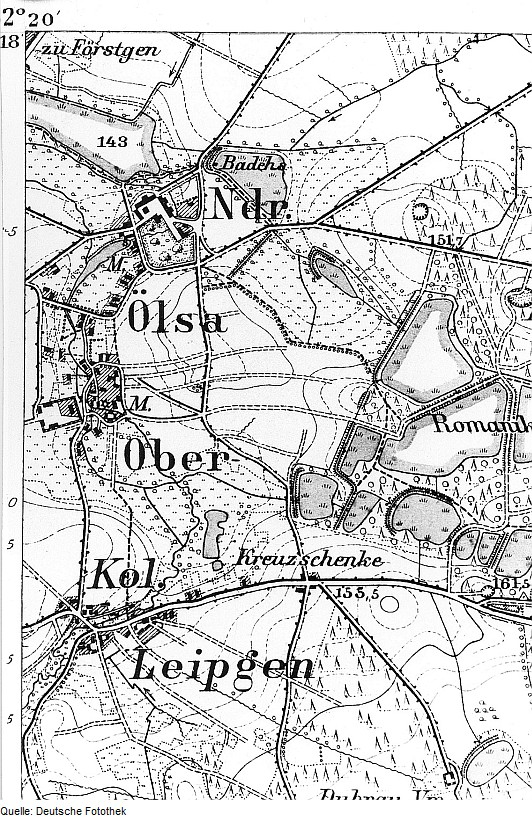
Lage von Oelsa, Leipgen und der Kreuzschenke auf einem Messtischblatt von 1886

Förstgen-Ost liegt südöstlich von Förstgen und nördlich von Leipgen am südöstlichen Rand des Biosphärenreservates Oberlausitzer Heide- und Teichlandschaft im nördlichen Hügelland der Hohen Dubrau. Das Dorf wird vom Weigersdorfer Fließ durchflossen.

## Geschichte
Die Ächtung eines Nicz Hoveknecht de Olsin im Jahr 1359 in einem Görlitzer Stadtbuch ist die urkundlich frühest-bekannte Erwähnung des Ortes. König Wenzel von Böhmen belehnte 1419 die Familie von Temnitz mit den zur Herrschaft Baruth gehörenden Dörfern Oelsa, Steinölsa, Förstgen und Leipgen. Die Rittergüter von Oelsa und Steinölsa bildeten mit den Nebengütern Förstgen und Leipgen sowie dem Vorwerk Dubrau zunächst ein einziges Rittergut, aus dem sich erst später die genannten Güter herausbildeten. Spätestens seit 1640 bestanden in Oelsa die beiden Güter Ober-Oelsa und Nieder-Oelsa.
Durch die 1695 erfolgte Erbteilung kamen das Einzelgut Nieder-Oelsa sowie das Gut und Dorf Ober-Oelsa an verschiedene Besitzer. Johanna von Temnitz, Erbin von Ober-Oelsa und Leipgen, verkaufte das Gut bereits 1700 an Johann Christian von Heldreich, der es seinerseits wieder 1708 verkaufte. Allein bis 1802 folgten acht weitere Besitzerwechsel.
Obwohl bereits um 1500 eine Kirche im nahe gelegenen Förstgen erbaut wurde, verblieben Ober- und Nieder-Oelsa weitere drei Jahrhunderte im Kirchspiel Baruth. Nachdem 1815 die Oberlausitz im Rahmen des Wiener Kongresses zwischen den Königreichen Sachsen und Preußen geteilt wurde, forcierte Preußen in den zwanziger Jahren jenes Jahrhunderts die Auspfarrung nun preußischer Orte aus den sächsisch verbliebenen Kirchgemeinden, sodass Oelsa, nur wenig östlich der Grenze gelegen, 1829 nach Förstgen umgepfarrt wurde.
Die auch als Ober Nieder Oelsa bezeichnete Landgemeinde des Kreises Rothenburg wurde am 30. November 1936 im Rahmen der nationalsozialistischen Germanisierung sorbischer Ortsnamen in Kreuzschenke umbenannt, zu dieser Zeit war die namensgebende Kreuzschenke bereits seit längerer Zeit außer Betrieb. Zwei Jahre später erfolgte die Eingemeindung nach Förstgen.
Gegen Ende des Zweiten Weltkrieges wurden das Herrenhaus in Nieder-Oelsa und mehrere Wohnhäuser stark beschädigt. Nach dem Krieg wurde das Herrenhaus abgetragen, sein Park mit seinen alten Baumgruppen blieb jedoch erhalten. Oelsa hielt seinen ursprünglichen Ortsnamen zunächst zurück.
Durch die Eingemeindung von Förstgen nach Mücka ist Oelsa, seit 1963 amtlich als Förstgen-Ost bezeichnet, seit 1994 ein Ortsteil dieser Gemeinde.

### Bevölkerungsentwicklung
| Jahr                      | Einwohner |
| ------------------------- | --------- |
| 1825                      | 140       |
| 1871                      | 336       |
| 1885                      | 302       |
| 1905                      | 265       |
| 1925                      | 263       |
| 2008                      | 110       |
| 2014                      | 101       |
| kursiv: Oelsa mit Leipgen |           |

Im Jahr 1777 wurden für Oelsa fünf besessene Mann, sechs Gärtner, acht Häusler und zwei wüst liegende Wirtschaften an den sächsischen Königshof übermittelt.
Im Jahr 1825 wurden für Oelsa 140 Einwohner und für Leipgen 84 Einwohner, insgesamt 224 Einwohner, ermittelt. Bei den späteren Erhebungen wurden die Einwohnerzahlen für beide Orte gemeinsam erhoben, 1871 waren es 336, 1905 noch 265. Durch die Eingemeindung wurden ab 1938 für Oelsa allein keine amtlichen Einwohnerzahlen mehr erhoben.
Für seine Statistik über die Sorben in der Oberlausitz ermittelte Muka um 1880 unter den 328 Einwohnern von Oelsa und Leipgen 259 Sorben und 69 Deutsche, was einem sorbischen Bevölkerungsanteil von 79 % entspricht.
Zum 31. Dezember 2008 hatten 110 Personen ihren Hauptwohnsitz in Förstgen-Ost, das sind doppelt so viele wie in Leipgen (55).

### Ortsname
Der deutsche Ortsname ist 1359 als Olsin belegt. Dem folgen Oelsen (1410), langen Olsin (1413), Olße (1508), 1571 erstmals Oelsa und Oelßa, um 1590  Grosse Ellsse und 1719 Ölsa. 1936 wurde der Name in Kreuzschenke geändert, durch die Eingemeindung kam es nicht mehr zu einer formellen amtlichen Rückbenennung, wie es bei den meisten anderen Orten mit geändertem Namen im Rothenburger Kreise 1947 der Fall war. Der Name Kreuzschenke kam jedoch außer Gebrauch und kann durch die 1963 eingeführte amtliche Bezeichnung Förstgen-Ost als ungültig angesehen werden.
Urkundliche Erwähnungen des sorbischen Ortsnamens sind 1800 Delna Wolschina (Nieder-Oelsa) und Horna Wolschina (Ober-Oelsa), die daraus sorabisierten Formen Delna und Horna Wolšina (1835), Delna und Horna Wólšinka (1843) und Wólšina (1885). Der amtliche sorbische Name Dołha Boršć-Wuchod ist die direkte Entsprechung des deutschen „Förstgen-Ost“.
Wie auch bei Oelsa bei Löbau, Klein-Oelsa und Steinölsa entstammt der Name dem altsorbischen Wort Ol’šina (obersorbisch wólšina) ‘Erlenwald’.